# Прикарпатець
Прикарпатець — сімейство колісних малогабаритних тракторів, яке виготовлялося у різних модифікаціях на Івано-Фанківському заводі «Карпатагромаш» з січня 1990 до 2010 року. 

## Історія
Розробка мінітрактора почалась у 1989 р році. Перший серійний мінітрактор зійшов із заводського конвеєру 19 липня 1991 року. Прикарпатець випускався до 1999 року, конвеєр було зупинено через фінансові труднощі. У 2006 році на заводі відновили виробництво модернізованої моделі ТМК-07 «Плай», яке тривало до 2010 року, і Олег Бахматюк, новий власник заводу, вирішив припинити виробництво мінітракторів. У 2018 році обладнання заводу порізали на брухт.

## Призначення
Трактор призначений для роботи на присадибних ділянках, малих фермерських господарствах та комунальних підприємствах.

## Модифікації
- ТМК-01 — базова модель з бензиновим карбюраторним двигуном УД-15, УД-25Г потужністю 8 к.с. — 12 к.с.;
- ТМК-02 — модель з бензиновим карбюраторним двигуном СК-6, СК-12 потужністю 12 к.с.;
- ТМК-03 — модель з дизельними двигуноми 2ДТ, 2ДТХ, 2ДТХН, 2ДТАВ потужністю 13,8 к.с. — 18 к.с.;
- ТМК-04 — модель з дизельним двигуном СМД-900 потужністю 18 к.с.;
- ТМК-07 («Плай» — комунальний варіант) — модель з дизельним двигуном 2ДТАВ потужністю 17 к.с.[5], на останніх версіях встановлювався двигун «Hatz» 2G40/2G40H потужністю 23 к.с.;

## Будова
Усі моделі мінітракторів мали шарнірно-зчленовану раму (дозволяє трактору робити мінімальний радіус розвороту) з двома ведучими мостами (передній (незалежний) — приводиться в дію від переднього хвостовика колінчастого валу двигуна, задній (залежний) — приводиться в дію від коробки передач), самоскидну вантажну платформу вантажністю 700 кг, задній вал відбору потужності та універсальний навісний пристрій (для приєднання до трактора навісних, напівнавісних та причіпних сільськогосподарських машин, регулювання робочого положення, підйому в транспортне і опускання у робоче положення навісних та напівнавісних машин). Встановлювалась коробка переміни передач з вісьмома швидкостями руху, з яких шість передач вперед та дві назад.
Трансмісія складається із постійно замкнутої сухої муфти зчеплення, коробки переміни передач із одноступінчастою головною передачею та міжколісним конічним диференціалом з двома сателітами. Одноступеневі бортові редуктори, що працюють в маслі, кріпляться до коробки передач, на якій також встановлено гідравлічний навісний пристрій зі зчіпкою.
Швидкість під час руху вперед (шість передач): 2,9 — 18,8 км/год, при задньому ході (дві передачі): 2,1 — 4,6 км/год.
У моделях мінітракторів відсутня кабіна, але була регульована кермова колонка.
Колія коліс — регульована 900-1060 мм. Мінімальний радіус повороту — 1500 мм,